# S Lokim nejsou žerty
S Lokim nejsou žerty (v anglickém originále The Simpsons: The Good, the Bart, and the Loki, zkráceně The Good, the Bart, and the Loki) je americký animovaný komediální krátký film z roku 2021 založený na animovaném televizním seriálu Simpsonovi. Tento film oslavuje filmový svět Marvelu, zejména jeho televizní seriál Loki. Účinkuje v něm Tom Hiddleston právě v roli Lokiho. Byl uveden 7. července 2021 na Disney+ společně s pátou epizodou seriálu Loki. Propagační plakát k filmu byl inspirován filmem Avengers: Endgame (2019).
Jedná se již o čtvrtý krátký film Simpsonových, který následuje po filmech Simpsonovi: Maggie zasahuje (2012), Maggie Simpsonová v „Rande s osudem“ (2020) a Maggie Simpsonová v „Síla se probouzí po šlofíku“ (2021). Je to první krátký film Simpsonových, ve kterém neúčinkuje v hlavní roli Maggie Simpsonová, a první mluvený krátký film Simpsonových (dosud byly všechny němé).

## Děj
Odin za údajné zločiny proti Asgardu vyšle Lokiho do Springfieldu, kde přistane u Simpsonových. Bart ho přivítá a pozve na večeři, během které Loki vyšle Lízu do Asgardu. Tam Líza narazí na Mjöllni, který jí propůjčí Thorovy schopnosti. Líza se vrací domů spolu se springfieldskými Avengery (dalšími občany převlečenými za různé postavy z Marvel Cinematic Universe), aby vyhnala Lokiho, který si mezitím s Bartem vyměnil podobu. Později té noci v Bartově pokoji je Loki šťastný, že je konečně součástí funkční rodiny.
V mezititulkové scéně dává Loki v převleku za Vočka hostům hospody piva zdarma. Další scéna líčí Ralpha jako Hulka, který mlátí s Lokim o zem. V poslední scéně po titulcích je Loki obviněn z několika zločinů jako např. překračování povolených oblastí na Disney+ či manipulace s časovou osou.

## Obsazení
- Dan Castellaneta jako Homer Simpson a Barney Gumble
- Nancy Cartwrightová jako Bart Simpson a Ralph Wiggum
- Yeardley Smithová jako Líza Simpsonová
- Maurice LaMarche jako Odin, vládce Asgardu
- Dawnn Lewis jako Ravonna Renslayerová, soudkyně v organizaci TVA
- Tom Hiddleston jako Loki, adoptovaný bratr Thora a bůh falše

## Produkce

### Vývoj
Když byl seriál Simpsonovi přidán do služby Disney+, navrhl spoluautor a výkonný producent James L. Brooks vytvořit sérii krátkých filmů, v nichž by Simpsonovi „vtrhli do zbytku světa Disney+“ jako způsob propagace Simpsonových a oslovení diváků, kteří seriál dosud neznali. V dubnu 2021, kdy skončila produkce předchozího krátkého filmu Maggie Simpsonová v „Síla se probouzí po šlofíku“, měl výkonný producent Al Jean pocit, že tehdy připravovaný seriál Loki od Marvel Studios by byl dobrým kandidátem na další crossover, a doufal, že se mu podaří obsadit Toma Hiddlestona do role Lokiho. V červnu 2021 byl oznámen snímek S Lokim nejsou žerty, jehož původní název The Good, the Bart, and the Loki je parodií na film Sergia Leoneho Hodný, zlý a ošklivý (1966), a režie se ujal David Silverman.

### Scénář a plány na obsazení
Jean prohlásil, že výběr postav, které se stanou Springfieldskými Avengery, byla „ta nejzábavnější věc“. Líza Simpsonová byla vybrána do role Thora jako odkaz na to, že se Jane Fosterová v podání Natalie Portmanové stane taktéž Thorem ve filmu Thor: Láska jako hrom (2022), přičemž Jean poznamenal, že paralely mezi Thorem a Lokim a Lízou a Bartem Simpsonovými jsou „zcela jasné“. Tvůrčí tým doufal, že do filmu zařadí cameo Stana Leeho, studio Marvel jim však oznámilo, že po Leeho smrti už jej v cameích neuvádí. Tým chtěl také zařadit „směšné množství mezititulkových scén pro čtyřminutový krátký film“. Potitulková scéna vycházela z prvního dílu seriálu Loki, přičemž produkční tým měl pouze týden na její tvorbu a zařazení do filmu.

## Hudba
Marvel Studios poskytlo hudbu z filmu Avengers (2012) pro krátký film S Lokim nejsou žerty.